# ۱۳۵۶ (قمری)
۱۳۵۶ (قمری)، هزار و سیصد و پنجاه و ششمین سال در گاهشماری هجری قمری است. اول محرم این سال برابر با چهاردهم مارس سال ۱۹۳۷ میلادی است.

## رویدادها
== مناسبت‌ها
عید قربان==

## وابسته
- سید حسن مدرس
- سید محمدباقر صدر